# 威廉王子 (印地安納州)
威廉王子（英語：Prince William）是位於美國印地安納州卡洛爾縣的一個非建制地區。該地的面積和人口皆未知。

## 地理
威廉王子的座標為40°26′32″N 86°34′26″W / 40.44222°N 86.57389°W，而該地的平均海拔高度為220米（即722英尺）。